# بروميليا ذهبية الأزهار
بروميليا ذهبية الأزهار (الاسم العلمي: Bromelia chrysantha) هو نوع نباتي يتبع جنس البروميليا من فصيلة البروميلية.